# Erich Dagobert von Drygalski
Erich Dagobert von Drygalski (ur. 9 lutego 1865 w Królewcu, zm. 10 stycznia 1949 w Monachium) – niemiecki geograf, geofizyk i polarnik.
W latach 1882–1887 studiował matematykę i nauki przyrodnicze na uniwersytetach w Królewcu, Bonn, Berlinie i Lipsku. W latach 1888–1891 był asystentem w Instytucie Geodezyjnym i Centralnym Biurze Międzynarodowej Geodezji w Berlinie. Między 1891 a 1893 poprowadził dwie ekspedycje sfinansowane przez berlińskie Towarzystwo Nauk o Ziemi. Jedna z tych ekspedycji spędziła zimę 1892/1893 w zachodniej Grenlandii. W 1889 Drygalski habilitował się z geografii i geofizyki. W 1898 roku został docentem, a w 1899 profesorem nadzwyczajnym geografii i geofizyki na Uniwersytecie w Berlinie.
W latach 1901–1903 przewodził niemieckiej wyprawie antarktycznej na pokładzie szkunera „Gauss”, badając Ziemię Wilkesa i nadając nazwę Ziemi Wilhelma II. Na jego cześć nazwano góry antarktydzkie. Od października 1906 aż do przejścia na emeryturę Drygalski był profesorem Uniwersytetu w Monachium. W 1928 odznaczony bawarskim Orderem Maksymiliana.